# Kamskoje Ustje
Kamskoje Ustje – osiedle typu miejskiego w Rosji, w Tatarstanie. W 2010 roku liczyło 4482 mieszkańców.